# Wadi Jib
El Wadi Jib (en árabe: وادي جب‎, romanizado: Wādī jb) es un valle o río seco, con caudal efímero o intermitente, que fluye casi exclusivamente durante la temporada de lluvias, perteneciente a la cuenca hidrográfica del Wadi Bih (subcuenca del Wadi Shah), al noreste de los Emiratos Árabes Unidos, en el Emirato de Ras al Jaima. 
Es afluente del Wadi Shah, a partir de su confluencia con el Wadi Arus, y se forma principalmente por los barrancos y torrenteras que discurren por la vertiente sur del Jabal Ar Rahrah (1.691 m s.n.m.), repartidos en dos grandes brazos; por los profundos acantilados situados al oeste y al pie del Jabal Sal (1.575 m s.n.m.), en la línea fronteriza entre EAU y Omán; y por múltiples torrenteras y barrancos que discurren por la vertiente sureste del Jabal Rahabah (1.543 m s.n.m.).

## Recorrido
Aunque, en general, el Wadi Jib fluye de norte a sur, las aguas que recibe por el este y noreste, desde los acantilados que definen la frontera entre Omán y EAU, forman un conjunto de barrancos que se distribuyen a modo de abanico, concentrándose en un recodo que genera la ilusión óptica de que se trata de un profundo y extenso pozo, rodeado de acantilados, formando un amplio espacio redondeado y llano, como si se tratase de un gran bancal, que retiene muy bien la tierra, la humedad y el agua, y que reverdece rápidamente tras una temporada de lluvia.
Este pintoresco lugar, salpicado de palmeras y azufaifos (yuyubas / سدر / árbol Sidr - Ziziphus spina-christi, muy común en las Montañas Al Hajar), fue conocido hasta hace unos años como Palm Paradise, aunque en la actualidad es conocido turísticamente como Hidden Oasis.

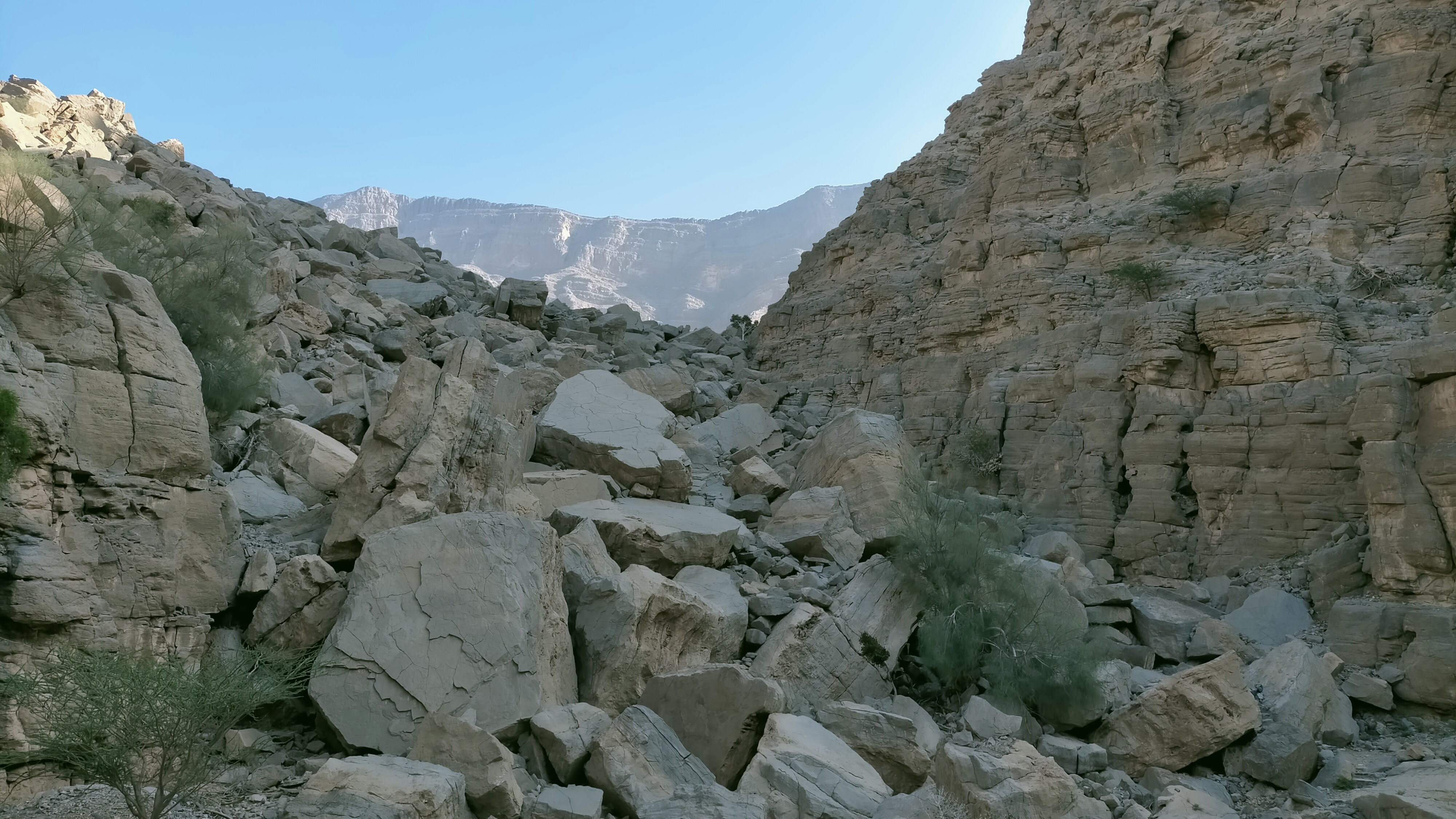
Wadi Jib. Presa de deslizamiento de tierra, originada por el derrumbe de la montaña que flanqueaba el lado derecho del cañón

La formación de esta llanura sedimentaria del Wadi Jib, situada a unos 730 m s.n.m., y que tiene una superficie aproximada de 5,5 hectáreas, se originó en algún momento de su evolución geológica, a consecuencia del derrumbe de la montaña que jalonaba el costado derecho del cañón que formaba el wadi a su salida de este recodo, provocando un inmenso tapón de rocas y tierra, bien visible en la actualidad, generando el embalsamiento de las aguas, y su lenta filtración al subsuelo, para retomar su cauce natural unos metros más abajo.

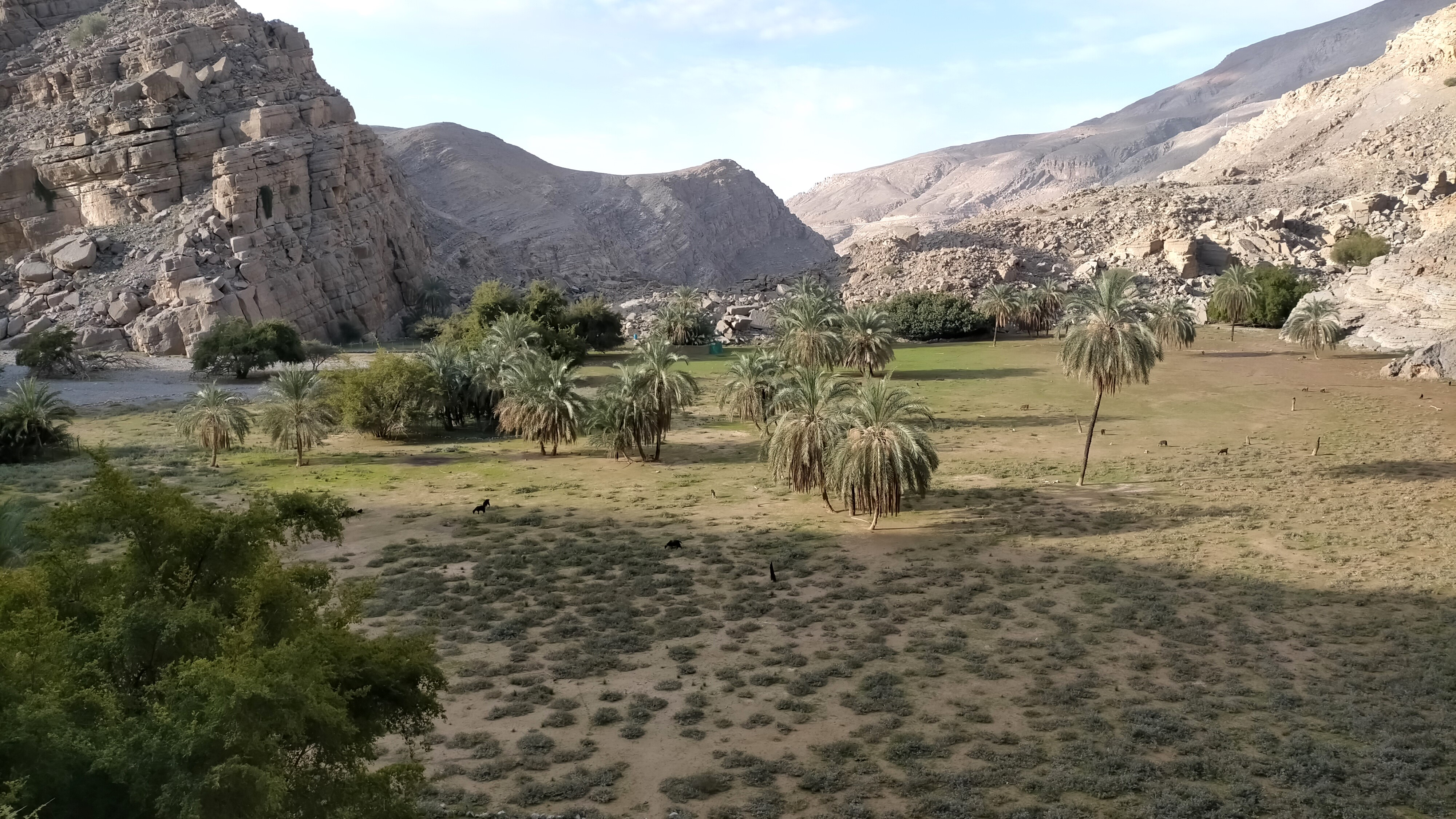
Los barrancos del Wadi Jib, situados al este y al noreste, forman un gran recodo conocido por algunos turistas como Hidden Oasis

A partir de este punto, las aguas procedentes de la zona oriental del Wadi Jib, fluyen hacia el oeste concentradas en un único barranco, hasta unirse con el brazo que desciende desde la vertiente sur del Jabal ar Rahrah, denominado Ghalīl Al Yafār, para continuar después hacia el sur, recibiendo las aguas de la vertiente sureste del Jabal Rahabah, ya en las proximidades de la aldea de Lahsa.

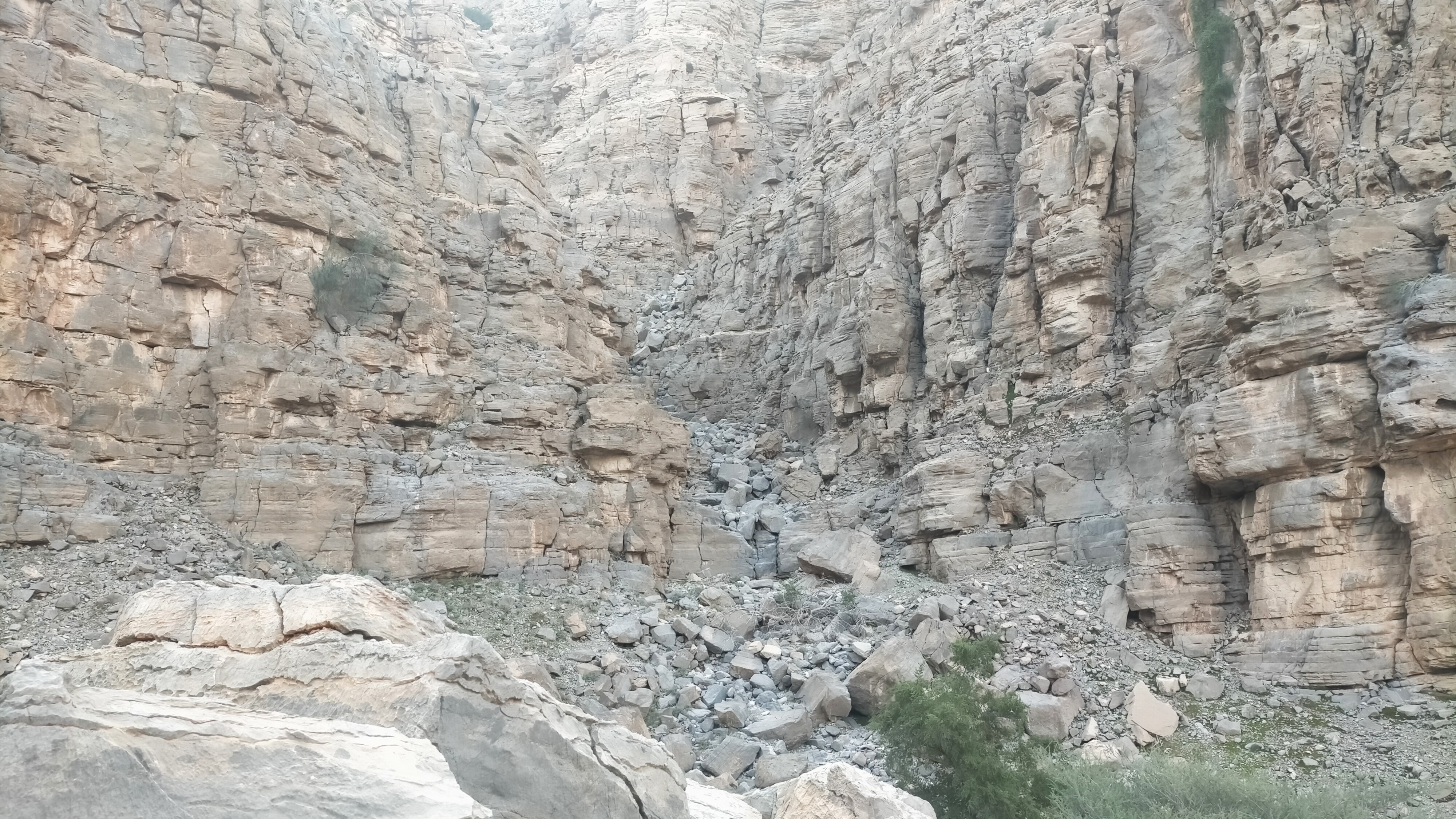
Wadi Jib, poco antes de la aldea de Lahsa. Vista de un barranco lateral

También en Lahsa, unos metros antes de su confluencia con el Wadi Arus, se une al Wadi Jib un importante barranco, afluente por la izquierda, que desciende de los alrededores del poblado de Musaibat, del que no consta identificación toponímica histórica, pero que en la actualidad se le viene denominando Wadi Lahsa.

## Toponimia
Nombres alternativos: Wadi Jib, Wādī Jib, Wādī jb.
El nombre del Wadi Jib quedó registrado en la documentación y mapas elaborados entre 1950 y 1960 por el arabista, cartógrafo, militar y diplomático británico Julian F. Walker, durante los trabajos efectuados para el establecimiento de fronteras entre los entonces denominados Estados de la Tregua, completados posteriormente por el Ministerio de Defensa del Reino Unido, en mapas a escala 1:100.000 publicados en 1971.
También existen referencias al Wadi Jib en los minuciosos estudios y publicaciones efectuadas por el antropólogo británico William Lancaster.
Dado que la extensa subcuenca hidrográfica del Wadi Shehah o Wadi Shah (72,06 km²), a la que pertenece el Wadi Jib, que incluye no sólo el propio Wadi Shah, sino también a todos sus afluentes, tiene la misma denominación que el wadi principal, y que esta misma denominación se utiliza también a efectos postales y administrativos, está muy extendido entre sus visitantes el error de considerar que este es el único topónimo que corresponde a los diferentes wadis e incluso algunos núcleos de población de la región, ignorando frecuentemente el nombre real de cada uno de estos lugares, por lo que en algunas ocasiones también el Wadi Jib ha sido incorrectamente denominado Wadi Shehah o Wadi Shah.

## Población
El área geográfica del Wadi Jib estuvo poblada históricamente por la tribu seminómada Shihuh, secciones de Bani Hadiyah (en árabe: بني هدية‎) y Bani Shatair (en árabe: بني شطير‎), que ocupaban, entre otros territorios, las zonas tribales de Bani Idaid y de Bani Bakhit, respectivamente.